# CP 2500 sorozat

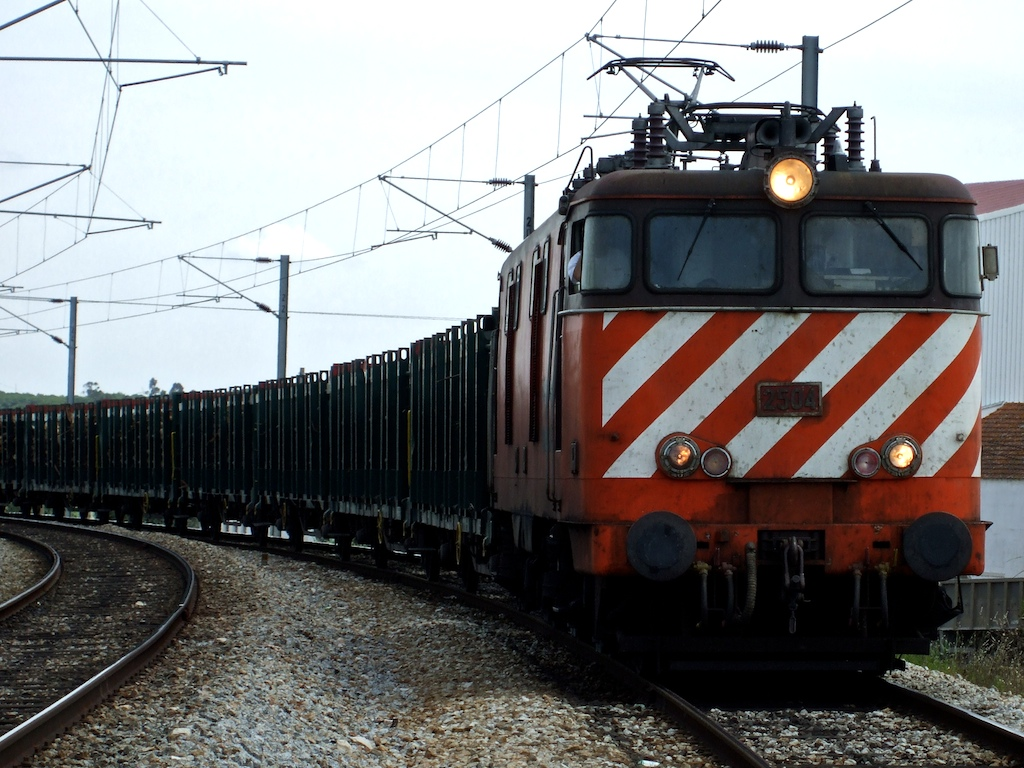
Egy mozdony 2008 nyarán egy tehervonat élén

Az CP 2500 sorozat egy portugál Bo'Bo' tengelyelrendezés, 25 kV 50 Hz AC áramrendszerű  villamosmozdony-sorozat. A mozdonyt a Groupement d'Étude d'Électrification Monophasé 50Hz, a Henschel, az Alstom és a Sorefame gyártotta a CP részére. 1956 és 1957 között összesen 15 db állt forgalomba. A sorozatot 2009-ben leselejtezték, mindössze egy mozdonyt őriztek meg.